# Micrathetis contraria
Micrathetis contraria är en fjärilsart som beskrevs av Herrich-Schäffer 1868. Micrathetis contraria ingår i släktet Micrathetis och familjen nattflyn. Inga underarter finns listade i Catalogue of Life.